# Quiripi jezik
Quiripi jezik (quinnipiac, unquachog, wampano, naugatuck, mattabesic; ISO 639-3: qyp), jezik porodice algonkin kojim se do prije nekih 200 i više godina govorili Quinnipiac, ili točnije Totoket, Montowese, Menunkatuck ili Shaumpishuh i Momauguin Indijanci na jugozapadu današnjeg Connecticuta. 
Neke riječi zabilježio je Abraham Pierson 1658. Kao poseban jezik priznat je tek 2009.